# Tiếng Phúc Kiến Philippines
Tiếng Phúc Kiến Philippines hay Lannang-Oe (tiếng Trung: 咱人話; Hán-Việt: Gia Nhân Ngữ; Bạch thoại tự: Lán-lâng-ōe; nghĩa đen 'tiếng của nhân dân chúng ta') là phương ngữ của tiếng Phúc Kiến được nói bởi khoảng 98,7% dân cư Philippines gốc Hoa. Tiếng Phúc Kiến Philippines chịu ảnh hưởng bởi tiếng Tây Ban Nha Philippines, tiếng Tagalog và tiếng Anh Philippines. Tiếng Hokaglish là một ngôn ngữ nói liên quan đến tiếng Philippines, tiếng Tagalog và tiếng Anh.

## Thuật ngữ
Thuật ngữ Philippine Hokkaidoien được sử dụng khi phân biệt tiếng Phúc Kiến ở Philippines với những phương ngữ nói ở Đài Loan, Trung Quốc và các nước Đông Nam Á khác.
Ở Philippines, tất cả các thuật ngữ được sử dụng thay thế cho nhau để chỉ tiếng Phúc Kiến. Đôi khi, nó còn được gọi là "Fookien" hoặc "Fukien" trên toàn quốc.

## Phân loại
Tiếng Phúc Kiến Philippines nói chung tương tự như phương ngữ Phúc Kiến được nói ở Tấn Giang và Tuyền Châu, tuy nhiên, phương ngữ Phúc Kiến được nói ở Hạ Môn, còn được gọi là Hạ Môn thoại (廈門話), được coi là dạng thức tiêu chuẩn và uy tín của tiếng Phúc Kiến. Sự khác biệt nhỏ với các phương ngữ Phúc Kiến khác ở Đài Loan, Trung Quốc hoặc Đông Nam Á chỉ ở mặt từ vựng.

## Phân bố địa lý
Tiếng Phúc Kiến được nói bởi những người gốc Hoa trên khắp Philippines. Các khu vực đô thị lớn có số lượng người Hoa đáng kể bao gồm vùng đô thị Manila, Metro Cebu và Metro Davao. Các thành phố khác cũng có lượng người Hoa đáng kể là thành phố Angeles, Bacolod, Cagayan de Oro, thành phố Dagupan, thành phố Dumaguete, Ilagan, thành phố Iloilo, Legaspi, thành phố Naga, thành phố Tacloban, Vigan và thành phố Zamboanga.

## Nhân khẩu học

Đường Ongpin, Binondo, Manila (1949)

Chỉ có 12,2% người gốc Hoa ở Philippines nói tiếng Trung như tiếng mẹ đẻ. Tuy nhiên, đại đa số (77%) vẫn có khả năng hiểu và nói tiếng Phúc Kiến như ngôn ngữ thứ hai hoặc thứ ba.
Trước khi Trung Quốc trở thành một cường quốc vào cuối những năm 1990, việc nói tiếng Phúc Kiến, tiếng Quan Thoại, tiếng Quảng Đông và các phương ngữ Trung Quốc khác được coi là lỗi thời, và thế hệ trẻ Philippines chọn tiếng Anh, tiếng Philippines hoặc các loại ngôn ngữ khu vực khác là ngôn ngữ đầu tiên của họ.

## Đặc điểm ngôn ngữ

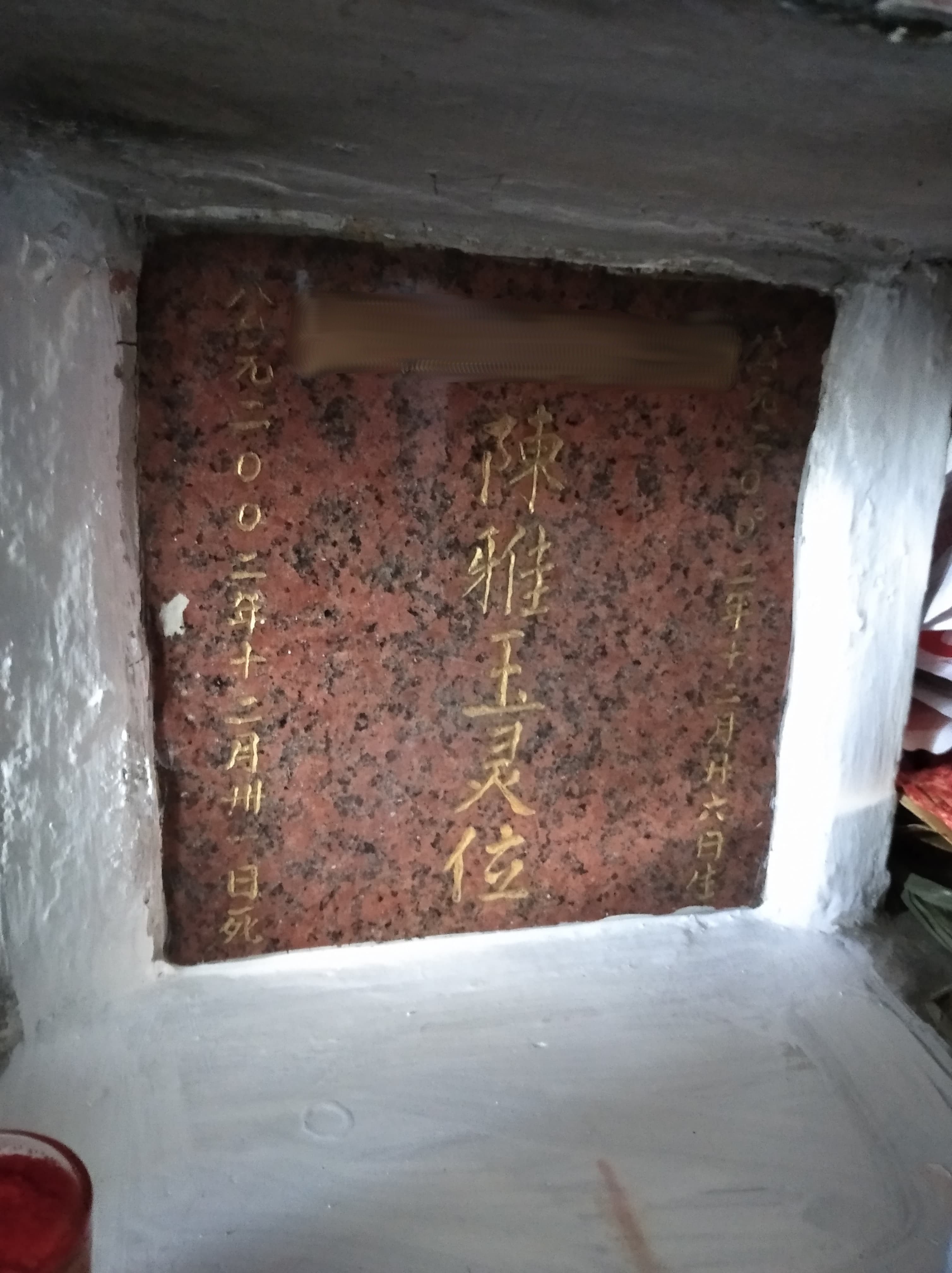
Các contraction, 卅 (sam/sap) và 廾 (lia̍p), được sử dụng trên bia mộ trong nghĩa trang người Hoa Manila.

Tiếng Phúc Kiến Philippines phần lớn có nguồn gốc từ phương ngữ Tấn Giang ở Tuyền Châu nhưng cũng có thể đã tiếp thu những ảnh hưởng từ phương ngữ Hạ Môn ở Hạ Môn và phương ngữ Nam An ở Tuyền Châu.
Mặc dù tiếng Phúc Kiến Philippines nói chung có thể thông hiểu lẫn nhau với bất kỳ phương ngữ Phúc Kiến nào, kể cả tiếng Phúc Kiến Đài Loan, nhưng rất nhiều từ mượn tiếng Anh và tiếng Philippines cũng như việc sử dụng rộng rãi các từ thông tục (ngay cả những từ hiện không được sử dụng ở Trung Quốc) có thể gây nhầm lẫn cho những người nói tiếng Phúc Kiến từ bên ngoài Philippines.